# Biblioteca Santiago Severín
La Biblioteca Santiago Severín o Biblioteca Pública n.°1 Santiago Severin es la primera biblioteca pública de la ciudad de Valparaíso, y la segunda más antigua de Chile, luego de la Biblioteca Nacional.
Su acta de fundación se firmó en 1873. Inicialmente funcionó dentro del Palacio de los Tribunales de Justicia de Valparaíso, y luego en una esquina de la Plaza Victoria. Su edificio actual se construyó entre 1912 y 1919, frente a la Plaza Simón Bolívar, y fue declarado Monumento Nacional de Chile en 1998, en la categoría de Monumento Histórico.
Actualmente es una de las bibliotecas regionales del Sistema Nacional de Bibliotecas Públicas del Servicio Nacional del Patrimonio Cultural. Posee unos 82 mil volúmenes de libros, junto a aproximadamente 260 mil ejemplares de diarios y revistas.[cita requerida]

## Historia

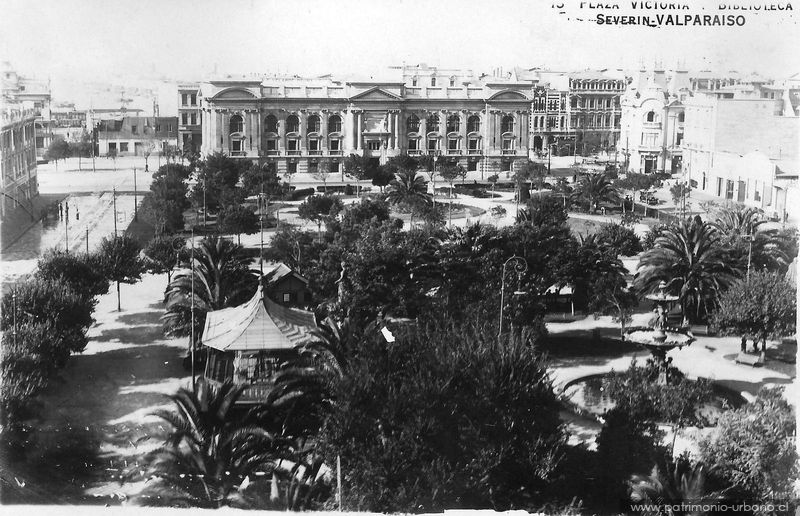
La biblioteca (al fondo) frente a la Plaza Simón Bolívar en los años 1920.

Su acta de fundación fue declarada por el Decreto n.º 47 del Ministerio de Justicia, Culto e Instrucción Pública, el 27 de febrero de 1873, con las firmas del Presidente de Chile, Federico Errázuriz Zañartu, y su ministro de Instrucción Pública, Abdón Cifuentes. Fue la primera biblioteca pública de Chile fundada de esta manera. Inicialmente funcionó en algunas salas del actual Palacio de los Tribunales de Justicia de Valparaíso, y entre 1911 y 1919 ocupó un local de la calle Edwards, en la esquina con Independencia, el cual no contaba con las condiciones apropiadas para su funcionamiento, ya que hacia 1917, ya contaba con unos tres mil lectores mensuales, y debía albergar una colección de más de treinta mil volúmenes.
Frente a esta necesidad, el empresario, filántropo y político porteño Santiago Severín realizó en 1912 una donación que permitió la construcción de un nuevo edificio, que se ubicaría frente a la Plaza Simón Bolívar, en la manzana rectangular delimitada por las calles Yungay, Edwards, Brasil y Molina. En el diseño del nuevo edificio participaron los arquitectos Arnaldo Barison, Renato Schiavon, y en su proyección el ingeniero Augusto Grige, además de los dos anteriores. La obra se acabó de construir en 1919, al año siguiente de las celebraciones del primer centenario de la Independencia de Chile, y fue inaugurada el 26 de octubre de 1919, siendo bautizada con el nombre de su benefactor.
Debido al terremoto de Algarrobo de 1985, el edificio padeció varios daños que debieron ser restaurados. En 1989 se reinauguró con un nuevo subterráneo y una redistribución de sus salas y colecciones. En 1996, la organización del Premio Literario Internacional IMPAC de Dublín nominó a la biblioteca para seleccionar escritores chilenos postulables al concurso. El mismo año, fue incluida dentro de las tres institucionales regionales para desarrollar actividades de la VI Cumbre Iberoamericana de jefes de Estado y de Gobierno.

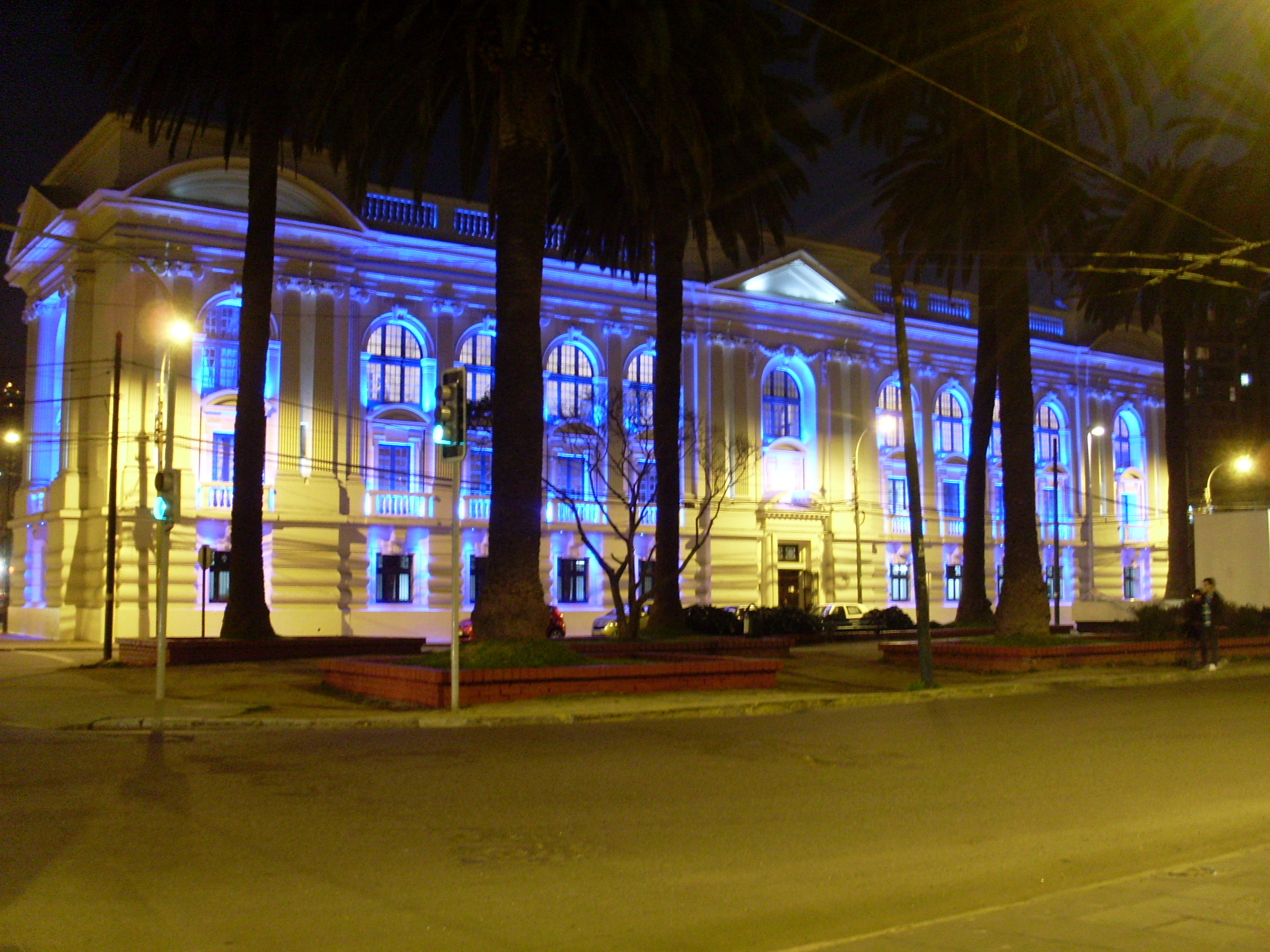
El edificio iluminado en 2007.

En 1998, el edificio fue declarado Monumento Nacional de Chile, en la categoría de Monumento Histórico. Lo anterior aumentó el prestigio del espacio para la realización de diversos hitos político-culturales. El 15 de mayo de 2000, el presidente de la República Ricardo Lagos firmó allí la Ley de Institucionalidad Cultural. El 27 de junio de 2007, la presidenta de la República, Michelle Bachelet, entregó en su Salón Gabriela Mistral el Premio Iberoamericano de Poesía Pablo Neruda 2007, a la poeta y ensayista cubana Fina García Marruz, en el marco de la X Conferencia Iberoamericana de Cultura, realizada en Valparaíso.

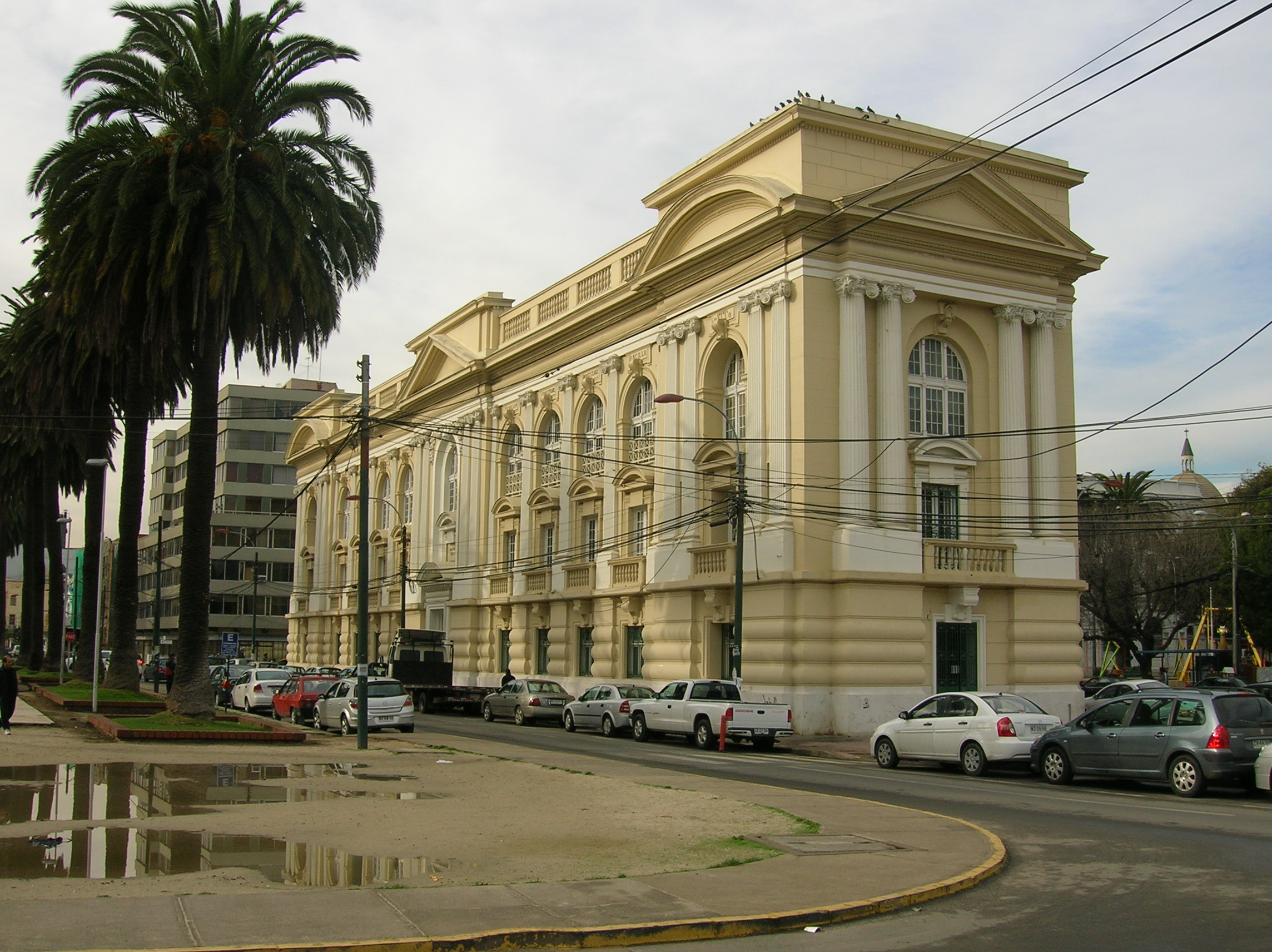
Pintado de amarillo, en 2010.

El terremoto de Chile del 27 de febrero de 2010 provocó daños en el edificio, que impidieron el funcionamiento normal de la biblioteca durante un tiempo. La restauración se realizó gracias a un Proyecto de Reconstrucción Patrimonial, a cargo de un equipo conformado por miembros de la Pontificia Universidad Católica de Valparaíso, el ya desaparecido Consejo Nacional de la Cultura y las Artes, el Gobierno Regional y la Coordinación de Infraestructura del Sistema Nacional de Bibliotecas Públicas. La restauración y mejoras de iluminación acabaron en 2011, como primera etapa del proyecto. Las etapas posteriores contemplaron mejoras de infraestructura, incluyendo baños públicos para el servicio, mayor accesibilidad para los pisos superiores, modernización de la iluminación, mobiliario y equipamiento tecnológico.
La biblioteca reabrió sus puertas en diciembre de 2011. Gracias a estas reformas, se habilitó un auditorio abandonado del tercer piso como sala de consulta para investigadores, proveyéndola con cerca de 20 mil libros para acceso público. En enero de 2013, la jornada inaugural del Festival de las Artes de Valparaíso, evento dependiente del Consejo Nacional de la Cultura y las Artes, se realizó en el frontis de la biblioteca, celebrando sus 140 años de existencia.

## Arquitectura

### Exterior

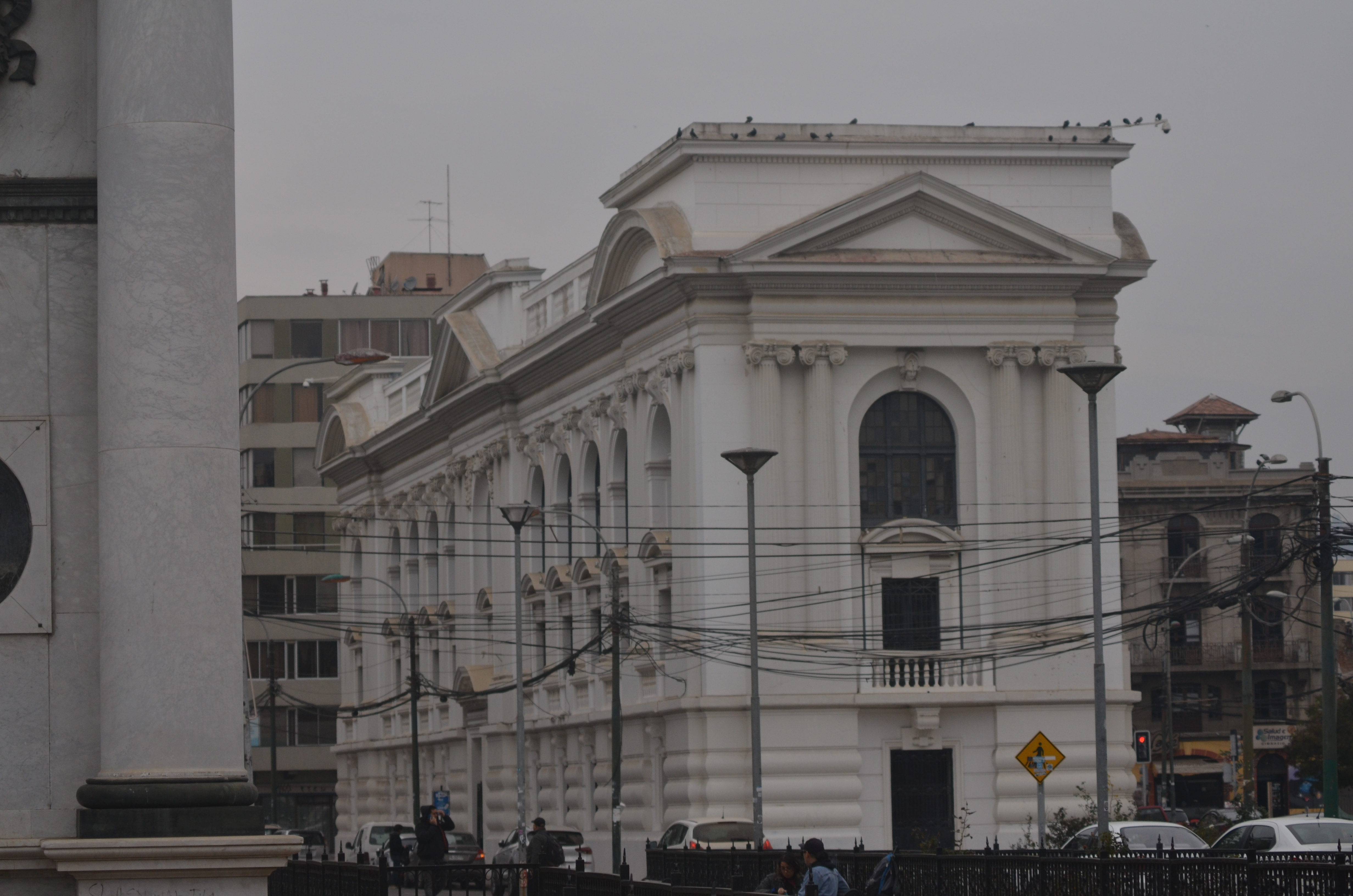
Costado que da a la calle Molina en 2022, visto desde el Arco Británico.

El edificio está emplazado frente a la Plaza Simón Bolívar, dando la espalda a la Avenida Brasil, aunque su aguda forma rectangular aislada permite apreciarla por igual desde cualquiera de sus calles aledañas.
Sus planos originales establecen las dimensiones del edificio en 58 metros de largo, 12 metros de ancho y una altura de 15 metros. Su superficie total construida es de 738.3 m².
Posee un estilo neoclásico y neorrenacentista, con pilastras, tímpanos, capiteles y tracerías que siguen el orden clásico. Al haber sido construido después del devastador terremoto de Valparaíso de 1906, su estructura se hizo de acero, material muy poco común para su época, cubierta de cemento, algo también muy inusual. La flexibilidad de esta estructura metálica le ha permitido seguir operativo después de los sucesivos terremotos que han afectado a la ciudad a través de los años, convirtiendo al edificio en un importante representante arquitectónico del resurgimiento del Valparaíso de inicios del siglo XX.

### Interior

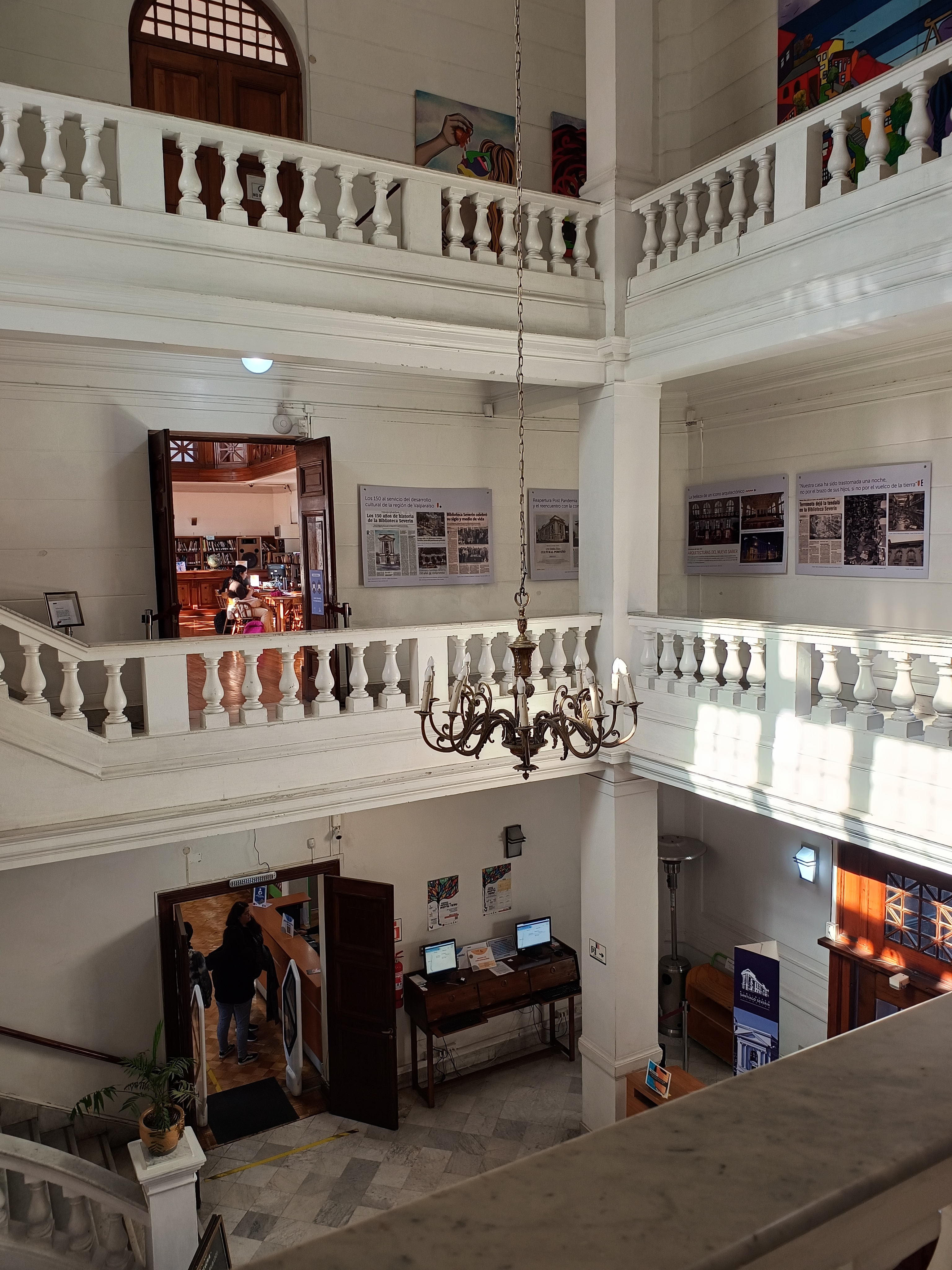
Hall de entrada, sala de referencia y circulación, en 2024

El edificio posee un hall de entrada y una escalera central que divide su interior en dos grandes zonas, en las cuales se distribuyen las salas de lectura, oficinas y bodegas. El tercer piso se utiliza como sala de actos. También posee instalaciones subterráneas. Dentro de sus salones, está el Salón Gabriela Mistral, llamado así en honor a la poeta chilena Gabriela Mistral, y que ha sido utilizado en eventos culturales relevantes.

## Administración
El listado de directores y directoras de la biblioteca es el siguiente:
- 1873-1888: Francisco Javier Casanova
- 1888-1908: Agustín Iglesias
- 1908-1920: Manuel A. Calvo
- 1920-1952: Roberto Hernández
- 1952-1972: Guillermo Garnham López
- 1972-1976: Manuel Cifuentes Arce
- 1976-2006: Yolanda Soto Vergara
- 2006-2009: Ivet Oñate Cid
- 2009-2011: Patricia Lillo Montecinos
- 2011-2012: Gladys Calderón Navarrete
- 2012-2018: Carlos Carroza Sandaño
- 2018-2021: María Eugenia Báez
- 2021-hoy: Francisca Araneda Villena